# Босанчич, Петар
Петар Босанчич (хорв. Petar Bosančić; род. 19 апреля 1996, Сплит) — хорватский футболист, защитник болгарского клуба «Черно море».

## Биография
Воспитанник юношеских команд клубов «Солин» и «Хайдук» (Сплит). Дебютировал за «Хайдук» в чемпионате Хорватии 26 апреля 2015 года, выйдя в стартовом составе в выездном матче против клуба «Славен Белупо», однако, не имея возможности закрепиться в команде, вскоре был отправлен в аренду в клубы хорватской Второй лиги. В 2018 году перешёл в клуб «Истра 1961», где на протяжении трёх лет был одним из основных игроков. В сентябре 2021 года подписал контракт с украинским «Мариуполем», в котором стал первым хорватским легионером в истории команды. Дебютировал в составе «приазовцев» 25 сентября в матче против «Александрии».
В 2022 году перешёл варненский футбольный клуб «Черно Море» на правах свободного агента.

### Сборная
Вызывался в молодёжную сборную Хорватии, провёл за команду 3 матча, забив 1 гол против молодёжной сборной Сан-Марино